# Ceracia stackelbergi
Ceracia stackelbergi är en tvåvingeart som först beskrevs av Louis-Paul Mesnil 1963.  Ceracia stackelbergi ingår i släktet Ceracia och familjen parasitflugor. Inga underarter finns listade i Catalogue of Life.